# Местрино
Местрино (итал. Mestrino) је насеље у Италији у округу Падова, региону Венето.
Према процени из 2011. у насељу је живело 7593 становника. Насеље се налази на надморској висини од 19 м.

## Становништво
Према резултатима пописа становништва 2011. у општини је живело 10.961 становника.
| 1951. | 1961. | 1971. | 1981. | 1991. | 2001. | 2011.  |
| ----- | ----- | ----- | ----- | ----- | ----- | ------ |
| 4.429 | 4.288 | 4.840 | 5.730 | 6.674 | 8.442 | 10.961 |